# Ela Nitzsche
Ela Nitzsche (* 1959 in Cuxhaven) ist eine deutsche Schauspielerin und Synchronsprecherin.

## Leben
Ela Nitzsche wurde 1984 an der Schauspielschule Bühnenstudio und danach an der Stage School Hamburg ausgebildet. Sie wurde dann als Schauspielerin tätig sowie als Sprecherin für Dokumentationen, Werbung und als Synchronsprecherin für Filme und Serien. Auch im Spielebereich war sie tätig. In Tomb Raider III aus dem Jahr 1998 lieh Ela Nitzsche Lara Croft ihre Stimme. Ab 2010 war sie im Hamburger Engelsaal in verschiedenen Stücken auf der Bühne zu sehen. 
Sie lebt in Hamburg.

## Filmografie (Auswahl)

### Schauspielerin
- 1985: Erst die Arbeit und dann? (Kurzfilm)
- 1991: Karniggels
- 1994: Faust (Fernsehserie, eine Folge)
- 1998–2000: Adelheid und ihre Mörder (Fernsehserie, 2 Folgen)
- 2002: Polizeiruf 110: Memory

### Synchronsprecherin
- 1990–1992: Baywatch – Die Rettungsschwimmer von Malibu: Erika Eleniak als Shauni
- 1996: Doctor Who – Der Film: Daphne Ashbrook als Dr. Grace Holloway
- 1998–2004: Expedition der Stachelbeeren als Marianne Hunter Stachelbeere (Zeichentrickserie)
- 2006–2008: H2O – Plötzlich Meerjungfrau: Caroline Kennison als Lisa Gilbert
- 2009: Verblendung: Annika Hallin als Annika Giannini
- 2014: Mommy: Michèle Lituac als Direktorin
- 2015: Holding the Man: Kerry Fox als Mary Gert Conigrave
- 2018: Voll zu spät! als Rektorin Strengelmeier (Zeichentrickserie)